# Champ-d’Oiseau
Champ-d’Oiseau – miejscowość i gmina we Francji, w regionie Burgundia-Franche-Comté, w departamencie Côte-d’Or.
Według danych na rok 1990 gminę zamieszkiwało 76 osób, a gęstość zaludnienia wynosiła 16 osób/km² (wśród 2044 gmin Burgundii Champ-d’Oiseau plasuje się na 834. miejscu pod względem liczby ludności, natomiast pod względem powierzchni na miejscu 1251.).